# Lawrence Makoare
Lawrence Makoare, né le 20 mars 1968 à Bastion Point (en), est un acteur néo-zélandais. Il est apparu dans la série Xena, la guerrière, où il joue des personnages mémorables dans la troisième saison : un chef Barbare dans l'épisode Le défi ; et Maecanus (un favori d'Aphrodite) dans l'épisode La femme aux bijoux. En 2002, il joue le rôle de Mister Kil dans le film de la franchise James Bond Meurs un autre jour.

## Biographie
Lawrence Makoare naît le 20 mars 1968 à Bastion Point, à Auckland, en Nouvelle-Zélande. Il est d'origine maori.
Il apparaît dans la trilogie du Seigneur des anneaux de Peter Jackson, d'abord en 2001 dans La Communauté de l'anneau où il joue Lurtz, le chef Uruk-hai ; puis en 2003 dans Le Retour du roi où il joue le Roi-Sorcier d'Angmar mais aussi Gothmog, le commandant Orc à la bataille des Champs du Pelennor.
En 2002, il joue le rôle de Mister Kil dans le film de la franchise James Bond : Meurs un autre jour.
En 2009, il apparaît également dans la troisième saison de la série Xena, la guerrière, où il joue un chef barbare dans l'épisode Le défi et Maecanus (un favori d'Aphrodite) dans l'épisode La femme aux bijoux.

## Filmographie

### Cinéma
- 1994 : Rapa Nui de Kevin Reynolds : Atta
- 1998 : Xena, la guerrière, (série télévisée) : Barbarian Leader / Maecenus
- 1998 : Hercule contre Arès, (série télévisée) : Roadie
- 1999 : Greenstone, (série télévisée) : Rameka
- 1999 : What Becomes of the Broken Hearted? de Ian Mune : Grunt
- 2000 : The Feathers of Peace de Barry Barclay : Pemako
- 2000 : The Price of Milk de Harry Sinclair (en) : Nephew
- 2001 : Crooked Earth de Sam Pillsbury : Kahu Bastion
- 2001 : Le Seigneur des anneaux : La Communauté de l'anneau de Peter Jackson : Lurtz
- 2002 : The Maori Merchant of Venice de Don Selwyn : Prince of Morocco
- 2002 : Meurs un autre jour de Lee Tamahori : Mr. Kil
- 2002 : Mataku, (série télévisée) : Warrior / Tom
- 2003 : Le Seigneur des anneaux : Le Retour du roi de Peter Jackson : Gothmog / Roi-Sorcier d'Angmar
- 2007 : The Ferryman de Chris Graham : Snake
- 2012 : Fundamental de Bill Hunt : J.T.
- 2012 : L'Oncle Charles, d'Étienne Chatiliez : Ratu
- 2012 : Auckland Daze, (série télévisée) : Lawrence
- 2013 : Le Hobbit : La Désolation de Smaug de Peter Jackson : Bolg
- 2014 : Le Hobbit : La Bataille des Cinq Armées de Peter Jackson : Bolg
- 2014 : The Dead Lands, la Terre des guerriers de Toa Fraser : le guerrier

### Télévision
- 2009 : Xena, la guerrière : un chef barbare et Maecanus